# St. Louis Rams 2002
La stagione 2001 dei St. Louis Rams è stata la 65ª della franchigia nella National Football League e ll'ottava a St. Louis, Missouri Questa stagione vide il declino di Kurt Warner e fine del "The Greatest Show On Turf", con Marc Bulger che disputò le prime gare come titolare al posto dell'infortunato Warner. Fu anche la prima volta che la squadra non raggiunse i playoff sotto la direzione di Mike Martz. L'altra stella della squadra, il running back Marshall Faulk, giocò solamente dieci gare a causa di un infortunio alla caviglia subito contro San Diego, chiudendo con 953 yard corse.

## Scelte nel Draft 2002
| Scelte dei Rams nel Draft 2002 |        |                   |       |                    |
| Giro                           | Scelta | Giocatore         | Ruolo | College            |
| 1                              | 31     | Robert Thomas     | LB    | UCLA               |
| 2                              | 64     | Travis Fisher     | CB    | Central Florida    |
| 3                              | 84     | Lamar Gordon      | RB    | North Dakota State |
| 3                              | 95     | Eric Crouch       | WR    | Nebraska           |
| 4                              | 130    | Travis Scott      | G     | Arizona St         |
| 5                              | 167    | Courtland Bullard | LB    | Ohio St            |
| 6                              | 205    | Steve Bellisari   | QB    | Ohio St            |
| 7                              | 243    | Chris Massey      | FB    | Marshall           |

## Roster
| Roster dei St. Louis Rams nel 2002 |
| --- |
| Quarterback - 10 Marc Bulger - 4 Scott Covington - 12 Jamie Martin Running Back - 24 Trung Canidate - 28 Marshall Faulk - 34 Lamar Gordon - 44 Chris Hetherington FB - 42 James Hodgins FB - 25 J.R. Niklos FB Wide Receiver - 80 Isaac Bruce - 88 Troy Edwards - 81 Torry Holt - 89 Dane Looker - 83 Yo Murphy - 87 Ricky Proehl Tight End - 84 Ernie Conwell - 86 Brandon Manumaleuna Offensive Linemen - 50 Nick Eby C - 65 Frank Garcia C/G - 68 Andy King G - 67 Andy McCollum C - 61 Tom Nütten G - 76 Orlando Pace T - 70 John St. Clair T - 62 Adam Timmerman G - 77 Grant Williams T Defensive Linemen - 95 John Burrough DE - 94 Bryce Fisher DE - 97 Tyoka Jackson DE - 92 Damione Lewis DT - 91 Leonard Little DE - 79 Ryan Pickett DT - 98 Grant Wistrom DE - 66 Brian Young DT - 90 Jeff Zgonina DT Linebacker - 53 Hakim Akbar - 58 Don Davis OLB - 59 Jamie Duncan MLB - 52 Tommy Polley OLB - 55 Robert Thomas OLB Defensive Back - 31 Adam Archuleta SS - 32 Dré Bly CB - 23 Jerametrius Butler CB - 37 Chad Cota SS - 22 Travis Fisher CB - 20 Kim Herring FS - 21 Dexter McCleon CB - 41 Nick Sorensen S - 27 James Whitley CB - 35 Aeneas Williams CB Special Team - 17 Mitch Berger P - 45 Chris Massey LS - 14 Jeff Wilkins K Lista delle riserve - 30 Steve Bellisari S (IR) - 13 Kurt Warner QB (IR) - 18 Terrence Wilkins KR/PR (IR) Squadra di allenamento - 49 Dauntae Finger TE - 75 Robert Haws T - 73 Gary Hobbs G - 39 Todd Howard CB |
| Legenda - I rookie sono in corsivo. - Il primo ruolo è il principale mentre gli eventuali successivi indicano i ruoli secondari. - (IR) sta per Injured Reserve ed indica la lista ristretta per un solo giocatore infortunato che può tornare ad allenarsi dopo la settimana 6 e a rientrare in prima squadra dopo che questa ha giocato 8 partite. - (NF-Inj.) / (NF-Ill.) stanno rispettivamente per Non-Football Injured e Non-Football Illness ed indicano le liste dove viene inserito un giocatore che ha un infortunio o una malattia non dipendente dal football americano. - (PUP) sta per Physically Unable to Perform ed indica la lista dove viene inserito un giocatore mentre è in attesa di recuperare la condizione fisica. Nella stagione regolare dopo la sesta partita giocata dalla propria squadra, il giocatore ha tempo tre settimane per riprendere ad allenarsi, più tre settimane aggiuntive dal suo rientro agli allenamenti per rientrare in prima squadra. |

Fonte:

## Calendario
| Stagione regolare |                         |                    |
| Turno             | Avversario              | Risultato          |
| 1                 | at Denver Broncos       | S 23–16            |
| 2                 | New York Giants         | S 26–21            |
| 3                 | at Tampa Bay Buccaneers | S 26–14            |
| 4                 | Dallas Cowboys          | S 13–10            |
| 5                 | at San Francisco 49ers  | S 37–13            |
| 6                 | Oakland Raiders         | V 28–13            |
| 7                 | Seattle Seahawks        | V 37–20            |
| 8                 | Settimana di pausa      | Settimana di pausa |
| 9                 | at Arizona Cardinals    | V 27–14            |
| 10                | San Diego Chargers      | V 28–24            |
| 11                | Chicago Bears           | V 21–16            |
| 12                | at Washington Redskins  | S 20–17            |
| 13                | at Philadelphia Eagles  | S 10–3             |
| 14                | at Kansas City Chiefs   | S 49–10            |
| 15                | Arizona Cardinals       | V 30–28            |
| 16                | at Seattle Seahawks     | S 30–10            |
| 17                | San Francisco 49ers     | V 31–20            |

## Classifiche
| NFC West                |    |    |   |      |     |      |     |     |     |
|                         | V  | S  | P | %    | DIV | CONF | PF  | PS  | STR |
| (4) San Francisco 49ers | 10 | 6  | 0 | .625 | 5–1 | 8–4  | 367 | 351 | S1  |
| St. Louis Rams          | 7  | 9  | 0 | .438 | 4–2 | 5–7  | 316 | 369 | V1  |
| Seattle Seahawks        | 7  | 9  | 0 | .438 | 2–4 | 5–7  | 355 | 369 | V3  |
| Arizona Cardinals       | 5  | 11 | 0 | .313 | 1–5 | 5–7  | 262 | 417 | S3  |